# 43

## Події
- Консули Рима: Клавдій та Луцій Вітелій.
- Придушено повстання сестер Чинг. Друге китайське панування у В'єтнамі (43-544)
- Битва на річці Медуей
- Почалося римське завоювання Британії. Заснована Британія (провінція).

## Померли
- Тогодумн — король британського племені катувеллаунів під час римського завоювання.
- Юлія Лівія — внучка Тіберія, дочка його сина Друза Молодшого.